# 小林弘
小林 弘（こばやし ひろし、1944年8月23日 - ）は、日本の元プロボクサー。群馬県伊勢崎市出身。元WBA・WBC世界スーパーフェザー級統一王者。元リングマガジン世界スーパーフェザー級王座。右のボクサータイプ。「雑草の男」の異名を持つ。既に閉鎖された中村ボクシングジムに所属していた。

## 人物
日本ボクシング黄金時代を彩った一人で、初代王者、白井義男から6人目の世界チャンピオンとなった。白井義男、ファイティング原田の4度の防衛記録を塗り替える6度の防衛記録（当時の日本の選手の最多防衛記録。1979年1月7日に具志堅用高に塗り替えられた）を持つ。
アップライトスタイルの典型的な頭脳派ボクサーで、打たせないで打つ戦法に徹し、高度なテクニックを駆使したボクシングで人気を博した。
日本フェザー級ランカー時代に、世界ライト級王者、カルロス・オルチスの左右ストレートに魅了され、自らのストレートのあり方を修練。後に中南米遠征時に、ジョー・メデルの育ての親、ルペ・サンチェスのアドバイスによってクロスカウンターの技を会得していく。
この強烈な右クロスカウンターと完全なディフェンスによって、対戦相手は自分のペースをつかめないまま敗北するケースが多い。
日本ボクシング年間表彰選手で最優秀選手賞に次いで価値のある技能賞を1965年から3年連続受賞。1969年、1970年と最優秀選手賞を受賞し、一時代を築いた（技能賞3年連続は日本記録でもある）。
引退後は、日本テレビで16年間におよびボクシング解説を務め、1989年12月まで帝拳ジムのトレーナーもしていた。
2000年9月8日、日本テレビ「勝利の開拓者たち・あしたのジョーのモデルと呼ばれた男」放送。
1991年より東京・武蔵境駅近くに小林ボクシングジムをオープンし、2014年暮れの閉鎖まで指導にあたっていた。

## 主な戦績
1962年、プロデビュー。
1963年1月28日、全日本ライト級新人王獲得。5月13日、17試合目で初の10回戦に挑み、のちの日本チャンピオン益子勇治（東京拳闘会）に2RKO勝利。 8月19日、高山一夫が返上した日本フェザー級王座決定戦で菊地万蔵に判定負け。
1964年4月26日、ノンタイトル戦で東洋フェザー級チャンピオン関光徳に判定勝ちし、世界ランキング入りを果たす。9月28日、益子勇治を判定で下し、日本フェザー級王座獲得。
1965年1月18日、益子勇治に判定勝ちし初防衛。5月9日、塩山重夫に判定勝ちし2度目の防衛。8月30日、郡司厚に判定勝ちし3度目の防衛。
1966年1月27日、ノンタイトル戦で青木勝利に判定勝ち。2月28日、塩山重夫に判定勝ちし4度目の防衛。10月10日、千葉信夫に判定勝ちし5度目の防衛。11月10日、野畑澄男に判定勝ちし6度目の防衛。
1967年5月8日、三橋高夫に判定勝ちし7度目の防衛。
12月14日、「精密機械」沼田義明の持つWBA・WBC世界スーパーフェザー級王座に挑戦し、12回KO勝ちで王座獲得。初の日本人同士による世界戦は赤穂浪士討ち入りの日とも重なり大きな話題となった。
1968年3月25日、日本王座返上。3月30日、レネ・バリエントス（フィリピン）と15R引き分けで初防衛。10月15日、ハイメ・パラダレス（エクアドル）に判定勝ちし2度目の防衛。パラダレスとは1966年5月14日のエクアドルでのノンタイトル戦で引き分けて以来の再戦。
1969年1月18日、WBAとの分裂により、WBCが世界スーパーフェザー級を剥奪。4月6日、アントニオ・アマヤ（パナマ）に判定勝ちし3度目の防衛。11月9日、カルロス・カネテ（アルゼンチン）に判定勝ちし4度目の防衛。
1970年2月15日、ノンタイトル戦で日本スーパーフェザー級王者の東海林博と引き分け。8月23日、アントニオ・アマヤに判定勝ちし5度目の防衛に成功、白井義男とファイティング原田の持つ世界タイトル防衛記録を更新する。
12月3日、WBA世界フェザー級王者西城正三とのノンタイトル戦での夢の対決が実現。スピードと回転力で劣るものの、テクニックと試合運びによりリードを許さず10回判定（2-1）で勝利。
1971年3月4日、リカルド・アルレドンド（メキシコ）に判定勝ちし6度目の防衛。7月29日、アルフレド・マルカノ（ベネズエラ）に10RKOで敗れ王座陥落。この試合はリングマガジン アップセット・オブ・ザ・イヤーに選出された。
10月16日、1階級上げてのライト級で、後に「石の拳」と呼ばれライト級最強と言われる若き日のロベルト・デュランと対戦。敵地パナマでのノンタイトル戦だった。しかし、7回に豪快に倒されKO負け。この試合を最後に自分の限界を悟り引退を表明した。
最終戦績は75戦61勝（10KO）10敗4分。

## 獲得タイトル
- 第13代日本フェザー級王座（防衛7=返上）
- WBA世界スーパーフェザー級王座（防衛5）
- WBC世界スーパーフェザー級王座（防衛2=剥奪）
- リングマガジン世界スーパーフェザー級王座